# Per Karlsson (cầu thủ bóng đá, sinh 1989)
Per Karlsson (sinh ngày 20 tháng 4 năm 1989) là một cầu thủ bóng đá người Thụy Điển thi đấu cho Falkenbergs FF ở vị trí hậu vệ.